# El síndrome de Stendhal
El síndrome de Stendhal, distribuida en España como El arte de matar, es una película italiana de 1996, escrita y dirigida por Dario Argento y protagonizada por su hija Asia Argento. El film destaca por su elevado esteticismo, caracterizado por un audaz uso de la composición y el encuadre y las continuas referencias visuales a obras de artistas como El Bosco, Caravaggio o Magritte, y por su arriesgada mezcla de sexo y violencia. Fue la primera europea que empleó imagen generada por computadora (CGI), aunque con insatisfactorios resultados.

## Reparto
- Asia Argento como Det. Anna Manni.
- Thomas Kretschmann como Alfredo Grossi.
- Marco Leonardi como Marco Longhi.

## Sinopsis
Un peligroso psicópata anda suelto: mata a jóvenes mujeres tras violarlas salvajemente. Las pesquisas llevarán a la inspectora  Anna  Manni (Asia Argento) hasta la Galería degli Uffizi, donde, abrumada por la belleza de las obras expuestas, experimentará el llamado síndrome de Stendhal, perdiendo el conocimiento. Al despertar, no recordará nada. 
- Datos: Q2299040
- Multimedia: The Stendhal Syndrome / Q2299040